# Джетер, Кармелита
Кармели́та Дже́тер (англ. Carmelita Jeter; род. 24 ноября 1979 года, Лос-Анджелес, США) — американская бегунья на короткие дистанции (60, 100, 200 метров), олимпийская чемпионка 2012 года в эстафете 4 по 100 метров и трёхкратная чемпионка мира. Выигрывала медали на дистанции 100 метров на 4 чемпионатах мира подряд (2007, 2009, 2011, 2013). Благодаря личным рекордам Джетер является третьей быстрейшей спринтершей планеты после Флоренс Гриффит в беге на 100 метров с результатом 10,64 с. 
На чемпионате мира по лёгкой атлетике 2007 года завоевала бронзовую медаль в беге на 100 м и выиграла мировой легкоатлетический финал 2007 года на той же дистанции. В 2009 году на чемпионате мира завоевала вторую бронзовую медаль. В том же году она победила на мировом легкоатлетическом финале и Гран-при Шанхая, показав выдающиеся результаты 10,67 и 10,64 с (быстрее бегала только мировая рекордсменка Флоренс Гриффит-Джойнер). В настоящее время ей принадлежат три из десяти лучших результатов на женской стометровке
Сестра баскетболиста сборной Украины, Юджина Джетера.

## Личные рекорды
| Дисциплина | Результат, с | Стадион         | Дата       |
| ---------- | ------------ | --------------- | ---------- |
| 55 м       | 6,84         | Фресно, США     | 21.01.2008 |
| 60 м       | 7,02         | Альбукерке, США | 28.02.2010 |
| 100 м      | 10,64        | Шанхай, КНР     | 20.09.2009 |
| 200 м      | 22,20        | Фонвьей, Монако | 22.07.2011 |

- Информация ИААФ[2].